# 科学画报
《科学画报》由中国科学社创办于1933年，是中国大陆科普类月刊，编辑部位于上海市。此刊物现由上海科学技术出版社主办。
《科学画报》在2018年被中华人民共和国国家新闻出版广电总局新闻报刊司评为2017年全国“百强报刊”。